# Pape Macou Sarr
Pape Macou Sarr (* 25. července 1991, Thiès, Senegal) je senegalský fotbalový záložník, od léta 2017 hráč klubu Stade Lavallois.

## Klubová kariéra
Sarr hrál v Senegalu za ASC Diaraf, odkud v létě 2013 odešel do Evropy do francouzského klubu Angers SCO.
V únoru 2015 přestoupil z Angers do slovenského týmu DAC Dunajská Streda, kde podepsal kontrakt do konce kalendářního roku 2015 s opcí na prodloužení. Transfer se realizoval díky známosti technického ředitele DACu Chorvata Aljoši Asanoviće se sportovním ředitelem Angers Olivierem Pickeu. V létě 2017 v DAC skončil.
V létě 2017 se vrátil do Francie, posílil klub Stade Lavallois.

## Reprezentační kariéra
Sarr hrál za senegalský olympijský výběr U23.